# Sympetrum rubicundulum
Sympetrum rubicundulum – gatunek ważki z rodziny ważkowatych.

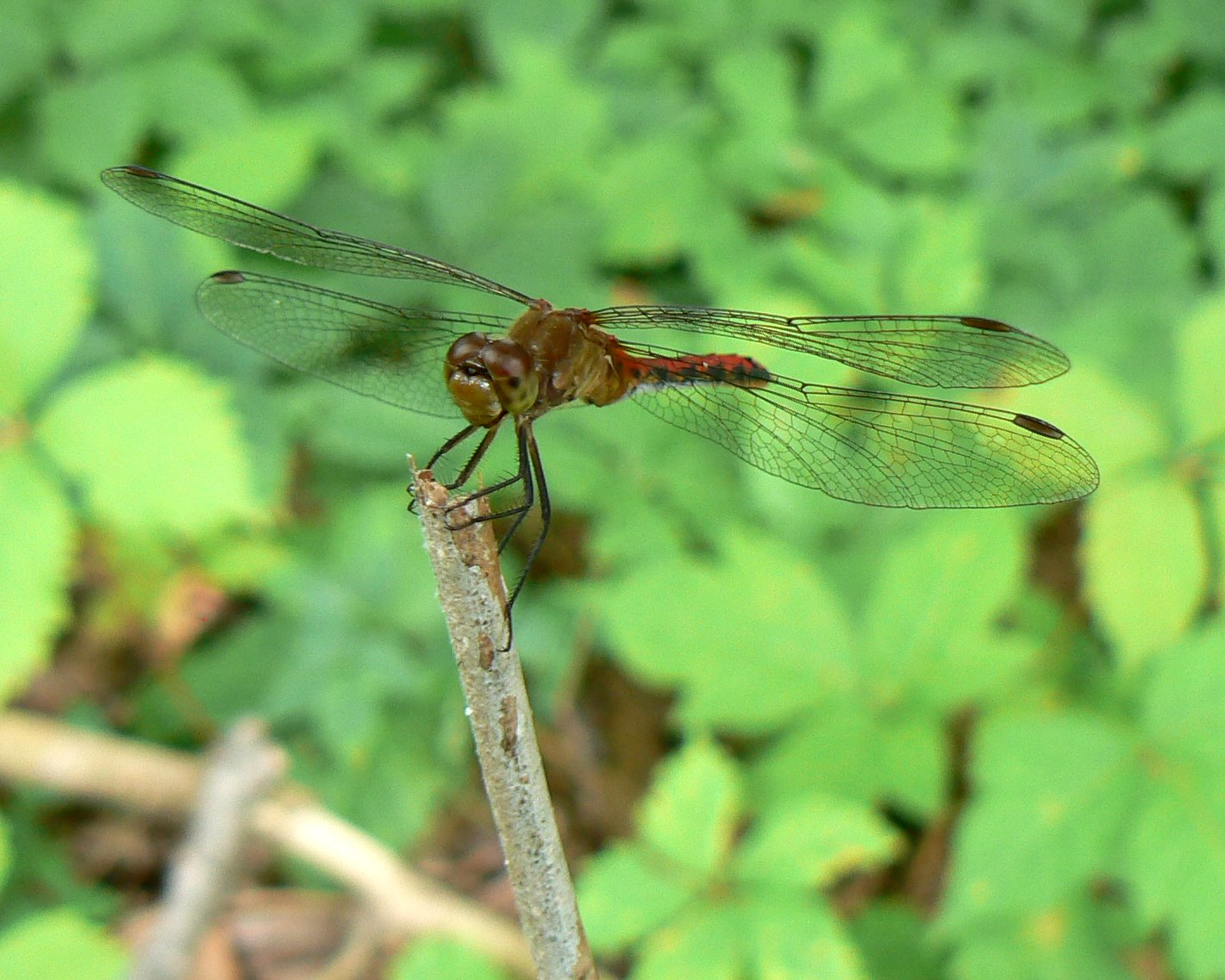

Zamieszkuje północne Stany Zjednoczone i południowe Ontario (Kanada). Zasiedla stawy, w tym tymczasowe, bagna, mokradła, strumienie o wolnym nurcie, a także pola i polany, zwłaszcza późnym latem. Dorosłe samce wyróżniają się charakterystycznie pomarańczową do brązowej twarzą i czerwonym ciałem. Samice o takim samym zabarwieniu twarzy mają ciała w barwach brązu i ciemnej czerwieni. Samca rozpoznać można także po kształcie haczyków.
Podobne gatunki:
- Sympetrum obtrusum
- Sympetrum internum[3].